# Спурий Постумий Альбин Региллен
Спурий Постумий Альбин Региллен (лат. Spurius Postumius Albinus Regillensis; умер в 380 году до н. э.) — римский политический деятель из патрицианского рода Постумиев, военный трибун с консульской властью 394 года до н. э.
Во время своего трибуната Спурий Постумий воевал с эквами. Сначала он разбил их совместно со своим коллегой Гаем Эмилием Мамерцином, затем, отделившись от Эмилия, потерпел поражение, но вскоре снова победил врага.
В 380 году до н. э. Спурий Постумий стал цензором. В том же году он умер.